# Hydrovatus soror
Hydrovatus soror là một loài bọ cánh cứng trong họ Bọ nước. Loài này được Biström miêu tả khoa học năm 1997.